# Madeira-Kohlweißling
Der Madeira-Kohlweißling (Pieris brassicae wollastoni, Syn.: Pieris wollastoni), von der IUCN als eigenständige Art gelistet, ist eine vermutlich ausgestorbene Unterart des Großen Kohlweißlings, die auf Madeira endemisch war. Das Epitheton ehrt Thomas Vernon Wollaston, einen englischen Entomologen, der zahlreiche Insektenarten auf Madeira entdeckte.

## Merkmale
Der Madeira-Kohlweißling erreichte eine Flügelspannweite von 55 bis 65 Millimetern. Die Grundfärbung der Flügel war reinweiß. Auf der Rückseite der Vorderflügel hatten die Weibchen schwarze miteinander verschmolzene Diskalflecke. Die Flügelspitzen waren schwarz.

## Ähnliche Arten
- Großer Kohlweißling Pieris brassicae (Linnaeus, 1758)
- Kleiner Kohlweißling Pieris rapae (Linnaeus, 1758)
- Kanaren-Weißling Pieris cheiranthi (Hübner, 1808)

## Lebensraum und Lebensweise
Der Madeira-Kohlweißling war in nordwärts gerichteten Tälern zu finden. Er bewohnte Laurisilva-Wälder in Höhenlagen zwischen 650 und 1.200 m. Die Hauptnahrung der Raupen bestand aus den Blättern des Gemüsekohls (Brassica oleracea).

## Status
Der Madeira-Kohlweißling wird von der IUCN in die Kategorie „ausgestorben“ (extinct) klassifiziert. Der letzte sichere Nachweis stammt aus dem Jahr 1977, als in der Umgebung des Pico de Encumeada und dem Plateau von Paul da Serra drei Männchen gesammelt wurden. Nachdem eine fünfzehnjährige Suche nach diesem Schmetterling fehlschlug, wurde im November 2007 auf einem Sachverständigen-Kongress in Laufen an der Salzach das Aussterben dieser Unterart gemeldet. Einer der Gründe für das Verschwinden des Madeira-Kohlweißlings könnte eine Virusinfektion gewesen sein, die während der 1950er-Jahre zusammen mit dem Kleinen Kohlweißling (Pieris rapae) eingeschleppt wurde.